# Onthophagus horridus
Onthophagus horridus là một loài bọ cánh cứng trong họ Bọ hung (Scarabaeidae).